# Llista de vols espacials tripulats a l'Estació Espacial Internacional
Aquest article és una llista cronològica dels vols espacials tripulats a l'Estació Espacial Internacional (EEI). No s'inclouen les visites de naus espacials no tripulades (vegeu llista de vols espacials no tripulats a l'EEI per a més detalls). Els tripulants de l'ISS són marcats en negreta. El "temps acoblat" es refereix a les naus espacials i no sempre es correspon a la tripulació.

## Completat
| | Vol de l'EEI | Missió                                                                          | Tripulació | Fotografia de la tripulació                                     | Emblema     | Notes |
| --- | ------------ | ------------------------------------------------------------------------------- | --- | --------------------------------------------------------------- | ----------- | --- |
| 1. | 2A           | STS-88 Endeavour Llançament: 4 de desembre de 1998 Temps acoblat: 6 dies 18h    | Robert D. Cabana Frederick W. Sturckow Nancy J. Currie Jerry L. Ross James H. Newman Serguei Krikaliov                                           | Tripulació de l'STS-88                                          | STS-88      | Lliurament del Unity Module 3 passeig espacials |
| 2. | 2A.1         | STS-96 Discovery Llançament: 27 de maig de 1999 Temps acoblat: 5 dies 18h       | Kent V. Rominger Rick D. Husband Tamara E. Jernigan Ellen L. Ochoa Daniel T. Barry Julie Payette Valeri Tókarev                                  | Tripulació de l'STS-96                                          | STS-96      | 1 passeig espacial |
| 3. | 2A.2a        | STS-101 Atlantis Llançament: 19 de maig de 2000 Temps acoblat: 5 dies 18h       | James D. Halsell Scott J. Horowitz Mary E. Weber Jeffrey N. Williams James S. Voss Susan J. Helms Iuri Ussatxov                                  | Tripulació de l'STS-101                                         | STS-101     | Ignició per enlairar-se en òrbita d'uns ~30 km 1 passeig espacial |
| 4. | 2A.2b        | STS-106 Atlantis Llançament: 8 de setembre de 2000 Temps acoblat: 7 dies 21h    | Terrence W. Wilcutt Scott D. Altman Edward T. Lu Richard A. Mastracchio Daniel C. Burbank Iuri Malentxenko Boris Morukov                         | Tripulació de l'STS-106                                         | STS-106     | 1 passeig espacial |
| 5. | 3A           | STS-92 Discovery Llançament: 11 d'octubre de 2000 Temps acoblat: 6 dies 21h     | Brian Duffy Pamela A. Melroy Leroy Chiao William S. McArthur Peter J. K. Wisoff Michael E. Lopez-Alegria Koichi Wakata                           | Tripulació de l'STS-92                                          | STS-92      | Lliurament del Z1 Truss 4 passeigs espacials |
| 6. | 2R           | Soiuz TM-31 Llançament: 31 d'octubre de 2000 Temps acoblat: ~183 dies           | Iuri Gidzenko Serguei Krikaliov William M. Shepherd                                                                                              | Tripulació de l'expedició 1                                     | Expedició 1 | Lliurament de l'Expedició 1 |
| 7. | 4A           | STS-97 Endeavour Llançament: 30 de novembre de 2000 Temps acoblat: 6 dies 23h   | Brent W. Jett Michael J. Bloomfield Joseph R. Tanner Carlos I. Noriega Marc Garneau                                                              | Tripulació de l'STS-97                                          | STS-97      | Lliurament del P6 Truss 3 passeigs espacials |
| 8. | 5A           | STS-98 Atlantis Llançament: 7 de febrer de 2001 Temps acoblat: 6 dies 21h       | Kenneth D. Cockrell Mark L. Polansky Robert L. Curbeam Marsha S. Ivins Thomas D. Jones                                                           | Tripulació de l'STS-98                                          | STS-98      | Lliurament del Destiny Laboratory 3 passeigs espacials |
| 9. | 5A.1         | STS-102 Discovery Llançament: 8 de març de 2001 Temps acoblat: 8 dies 21h       | James D. Wetherbee James M. Kelly Paul W. Richards Andrew S. W. Thomas Iuri Ussatxov James S. Voss Susan J. Helms                                | Tripulació de l'STS-102                                         | STS-102     | Lliurament de l'Expedició 2 Retorn de l'Expedició 1 Ús del MPLM 2 passeigs espacials |
| 10. | 6A           | STS-100 Endeavour Llançament: 19 d'abril de 2001 Temps acoblat: 8 dies 3h       | Kent V. Rominger Jeffrey S. Ashby John L. Phillips Scott E. Parazynski Chris A. Hadfield Umberto Guidoni Iuri Lontxakov                          | Tripulació de l'STS-100                                         | STS-100     | Ús del MPLM Lliurament del Canadarm2 2 passeigs espacials |
| 11. | 2S           | Soiuz TM-32 Llançament: 28 d'abril de 2001 Temps acoblat: ~183 dies             | Talgat Mussabàiev Iuri Baturin Dennis A. Tito | Tripulació del Soiuz TM-32                                      | Soiuz TM-32 | Tots tres tripulants van tornar en el Soiuz TM-31 després d'una setmana |
| 12. | 7A           | STS-104 Atlantis Llançament: 12 de juliol de 2001 Temps acoblat: 8 dies 1h      | Steven W. Lindsey Charles O. Hobaugh Michael L. Gernhardt Janet L. Kavandi James F. Reilly                                                       | Tripulació de l'STS-104                                         | STS-104     | Lliurament del Quest Joint Airlock 3 passeigs espacials |
| 13. | 7A.1         | STS-105 Discovery Llançament: 10 d'agost de 2001 Temps acoblat: 9 dies 20h      | Scott J. Horowitz Frederick W. Sturckow Daniel T. Barry Patrick G. Forrester Frank L. Culbertson Mikhaïl Tiurin Vladímir Dejúrov                 | Tripulació de l'STS-105                                         | STS-105     | Lliurament de l'Expedició 3 Retorn de l'Expedició 2 Ús del MPLM 2 passeigs espacials |
| 14. | 3S           | Soiuz TM-33 Llançament: 21 d'octubre de 2001 Temps acoblat: ~193 dies           | Víktor Afanàssiev Konstantín Kozeiev Claudie Haigneré                                                                                            | Tripulació del Soiuz TM-33                                      | Soiuz TM-33 | Tots tres tripulants van tornar en el Soiuz TM-32 després de 9 dies i 18 hores. |
| 15. | UF-1         | STS-108 Endeavour Llançament: 5 de desembre de 2001 Temps acoblat: 7 dies 21h   | Dominic L. Pudwill Gorie Mark E. Kelly Linda M. Godwin Daniel M. Tani Iuri Onufrienko Carl E. Walz Daniel W. Bursch                              | Tripulació de l'STS-108                                         | STS-108     | Lliurament de l'Expedició 4 Retorn de l'Expedició 3 Ús del MPLM 1 passeig espacial |
| 16. | 8A           | STS-110 Atlantis Llançament: 8 d'abril de 2002 Temps acoblat: 7 dies 2h         | Michael J. Bloomfield Stephen N. Frick Jerry L. Ross Steven L. Smith Ellen L. Ochoa Lee M. E. Morin Rex J. Walheim                               | Tripulació de l'STS-110                                         | STS-110     | Lliurament del S0 Truss 4 passeigs espacials |
| 17. | 4S           | Soiuz TM-34 Llançament: 25 d'abril de 2002 Temps acoblat: ~196 dies             | Iuri Gidzenko Roberto Vittori Mark Shuttleworth                                                                                                  | Tripulació del Soiuz TM-34                                      | Soiuz TM-34 | Tots tres tripulants van tornar en el Soiuz TM-33 després de 8 dies |
| 18. | UF-2         | STS-111 Endeavour Llançament: 5 de juny de 2002 Temps acoblat: 7 dies 22h       | Kenneth D. Cockrell Paul S. Lockhart Franklin R. Chang-Diaz Philippe Perrin Valeri Korzun Serguei Treshchev Peggy A. Whitson                     | Tripulació de l'STS-111                                         | STS-111     | Lliurament de l'Expedició 5 Retorn de l'Expedició 4 Lliurament del Mobile Base System Ús del MPLM 3 passeigs espacials                                                                                   |
| 19. | 9A           | STS-112 Atlantis Llançament: 7 d'octubre de 2002 Temps acoblat: 6 dies 21h      | Jeffrey S. Ashby Pamela A. Melroy David A. Wolf Sandra H. Magnus Piers J. Sellers Fiódor Iurtxikhin                                              | Tripulació de l'STS-112                                         | STS-112     | Lliurament del S1 Truss 3 passeigs espacials |
| 20. | 5S           | Soiuz TMA-1 Llançament: 30 d'octubre de 2002 Temps acoblat: ~183 dies           | Serguei Zalyotin Iuri Lontxakov Frank De Winne                                                                                                   | Tripulació del Soiuz TMA-1                                      | Soiuz TMA-1 | Tots tres tripulants van tornar en el Soiuz TM-34 després d'una setmana |
| 21. | 11A          | STS-113 Endeavour Llançament: 24 de novembre de 2002 Temps acoblat: 6 dies 22h  | James D. Wetherbee Paul S. Lockhart Michael E. Lopez-Alegria John B. Herrington Kenneth D. Bowersox Donald R. Pettit Nikolai Budarin             | Tripulació de l'STS-113                                         | STS-113     | Lliurament de l'Expedició 6 Retorn de l'Expedició 5 Lliurament del P1 Truss 3 passeigs espacials |
| Nota: L'Accident del Transbordador Espacial Columbia va tenir lloc l'1 de febrer de 2003, suspenent la flota del Transbordador Espacial fins al juliol de 2005. La major part de la construcció de l'ISS es va suspendre, però es va continuar el setembre de 2006 amb el STS-115. |              |                                                                                 | |                                                                 |             | |
| 22. | 6S           | Soiuz TMA-2 Llançament: 28 d'abril de 2003 Temps acoblat: ~182 dies             | Iuri Malentxenko Edward T. Lu | Tripulació del Soiuz TMA-2                                      | Soiuz TMA-2 | Lliurament de l'Expedició 7 L'Expedició 6 va tornar en el Soiuz TMA-1 pocs dies després |
| 23. | 7S           | Soiuz TMA-3 Llançament: 18 d'octubre de 2003 Temps acoblat: ~192 dies           | Alexander Kaleri Michael Foale Pedro Duque | Tripulació del Soiuz TMA-3                                      | Soiuz TMA-3 | Lliurament de l'Expedició 8 Duque va tornar amb l'Expedició 7 en el Soiuz TMA-2 pocs dies després |
| 24. | 8S           | Soiuz TMA-4 Llançament: 19 d'abril de 2004 Temps acoblat: ~185 dies             | Guennadi Pàdalka Michael Fincke André Kuipers | Tripulació del Soiuz TMA-4                                      | Soiuz TMA-4 | Lliurament de l'Expedició 9 Kuipers va tornar amb l'Expedició 8 en el Soiuz TMA-3 9 dies més tard |
| 25. | 9S           | Soiuz TMA-5 Llançament: 14 d'octubre de 2004 Temps acoblat: ~190 dies           | Salijan Xarípov Leroy Chiao Iuri Shargin | Tripulació del Soiuz TMA-5                                      | Soiuz TMA-5 | Lliurament de l'Expedició 10 Shargin va tornar amb l'Expedició 9 en el Soiuz TMA-4 pocs dies després |
| 26. | 10S          | Soiuz TMA-6 Llançament: 15 d'abril de 2005 Temps acoblat: ~179 dies             | Serguei Krikaliov John L. Phillips Roberto Vittori                                                                                               |                                                                 |             | Lliurament de l'Expedició 11 Vittori va tornar amb l'Expedició 10 en el Soiuz TMA-5 pocs dies després |
| 27. | LF1          | STS-114 Discovery Llançament: 26 de juliol de 2005 Temps acoblat: 8 dies 20h    | Eileen M. Collins James M. Kelly Stephen K. Robinson Andrew S. W. Thomas Wendy B. Lawrence Charles J. Camarda Soichi Noguchi                     | Tripulació de l'STS-114                                         | STS-114     | Missió de retorn als vols Ús del MPLM Inspecció del Transbordador Espacial des de l'ISS 3 passeigs espacials                                                                                             |
| 28. | 11S          | Soiuz TMA-7 Llançament: 1 d'octubre de 2005 Temps acoblat: ~189 dies            | Valeri Tókarev William S. McArthur Gregory H. Olsen                                                                                              | Tripulació del Soiuz TMA-7                                      |             | Lliurament de l'Expedició 12 Olsen va tornar amb l'Expedició 11 en el Soiuz TMA-6 pocs dies després |
| 29. | 12S          | Soiuz TMA-8 Llançament: 30 de març de 2006 Temps acoblat: ~180 dies             | Pàvel Vinogràdov Jeffrey N. Williams Marcos Pontes                                                                                               | Tripulació del Soiuz TMA-8                                      |             | Lliurament de l'Expedició 13 Pontes va tornar amb l'Expedició 12 en el Soiuz TMA-7 9 dies més tard |
| 30. | ULF1.1       | STS-121 Discovery Llançament: 4 de juliol de 2006 Temps acoblat: 8 dies 19h     | Steven W. Lindsey Mark E. Kelly Michael E. Fossum Lisa M. Nowak Stephanie D. Wilson Piers J. Sellers Thomas Reiter                               | Tripulació de l'STS-121                                         | STS-121     | Afegiment de Reiter per a l'Expedició 13 Inspecció del Transbordador Espacial des de l'ISS 3 passeigs espacials                                                                                          |
| 31. | 12A          | STS-115 Atlantis Llançament: 9 de setembre de 2006 Temps acoblat: 6 dies 2h     | Brent W. Jett Christopher J. Ferguson Daniel C. Burbank Heidemarie M. Stefanyshyn-Piper Joseph R. Tanner Steven G. MacLean                       | Tripulació de l'STS-115                                         | STS-115     | Lliurament del P3/4 truss Inspecció del Transbordador Espacial des de l'ISS 3 passeigs espacials |
| 32. | 13S          | Soiuz TMA-9 Llançament: 18 de setembre de 2006 Temps acoblat: ~215 dies         | Mikhaïl Tiurin Michael E. Lopez-Alegria / Anousheh Ansari                                                                                        | Tripulació del Soiuz TMA-9                                      |             | Lliurament de l'Expedició 14 Ansari va tornar amb l'Expedició 13 en el Soiuz TMA-8 8 dies més tard |
| 33. | 12A.1        | STS-116 Discovery Llançament: 10 de desembre de 2006 Temps acoblat: 7 dies 23h  | Mark L. Polansky William A. Oefelein Nicholas J. M. Patrick Robert L. Curbeam Joan E. Higginbotham Christer Fuglesang Sunita L. Williams         | Tripulació de l'STS-116                                         | STS-116     | Afegiment de Williams per a l'Expedició 14 Lliurament del P5 truss Inspecció del Transbordador Espacial des de l'ISS 4 passeigs espacials                                                                |
| 34. | 14S          | Soiuz TMA-10 Llançament: 7 d'abril de 2007 Temps acoblat: ~196 dies             | Oleg Kótov Fiódor Iurtxikhin / Charles Simonyi                                                                                                   | Tripulació del Soiuz TMA-10                                     |             | Lliurament de l'Expedició 15 Simonyi va tornar amb l'Expedició 14 en el Soiuz TMA-9 12 dies més tard |
| 35. | 13A          | STS-117 Atlantis Llançament: 8 de juny de 2007 Temps acoblat: 8 dies 19h        | Frederick W. Sturckow Lee J. Archambault Patrick G. Forrester Steven R. Swanson John D. Olivas James F. Reilly Clayton C. Anderson               | Tripulació de l'STS-117                                         | STS-117     | Lliurament del Anderson for Expedició 15 Lliurament del S3/4 truss Inspecció del Transbordador Espacial des de l'ISS 4 passeigs espacials                                                                |
| 36. | 13A.1        | STS-118 Endeavour Llançament: 8 d'agost de 2007 Temps acoblat: 8 dies 18h       | Scott J. Kelly Charles O. Hobaugh Tracy E. Caldwell Dyson Richard A. Mastracchio Barbara R. Morgan Benjamin A. Drew Dafydd R. Williams           | Tripulació de l'STS-118                                         | STS-118     | Lliurament del S5 Truss Inspecció del Transbordador Espacial des de l'ISS 4 passeigs espacials |
| 37. | 15S          | Soiuz TMA-11 Llançament: 10 d'octubre de 2007 Temps acoblat: ~189 dies          | Iuri Malentxenko Peggy A. Whitson Sheikh Muszaphar Shukor                                                                                        | Tripulació del Soiuz TMA-11                                     |             | Lliurament de l'Expedició 16 Shukor va tornar amb l'Expedició 15 en el Soiuz TMA-10 pocs dies després |
| 38. | 10A          | STS-120 Discovery Llançament: 23 d'octubre de 2007 Temps acoblat: 10 dies 22h   | Pamela A. Melroy George D. Zamka Scott E. Parazynski Stephanie D. Wilson Douglas H. Wheelock Paolo Nespoli Daniel M. Tani                        | Tripulació de l'STS-120                                         | STS-120     | Afegiment de Tani per a l'Expedició 16 Lliurament del Harmony Module Reubicar el P6 truss Inspecció del Transbordador Espacial des de l'ISS 5 passeigs espacials                                         |
| 39. | 1E           | STS-122 Atlantis Llançament: 7 de febrer de 2008 Temps acoblat: 8 dies 16h      | Stephen N. Frick Alan G. Poindexter Leland D. Melvin Rex J. Walheim Stanley G. Love Hans Schlegel Léopold Eyharts                                | Tripulació de l'STS-122                                         | STS-122     | Afegiment d'Eyharts per a l'Expedició 16 Lliurament del Mòdul Columbus Inspecció del Transbordador Espacial des de l'ISS 3 passeigs espacials                                                            |
| 40. | 1J/A         | STS-123 Endeavour Llançament: 11 de març de 2008 Temps acoblat: 11 dies 21h     | Dominic L. Pudwill Gorie Gregory H. Johnson Robert L. Behnken Michael J. Foreman Richard M. Linnehan Takao Doi Garrett E. Reisman                | Tripulació de l'STS-123                                         | STS-123     | Afegiment de Reisman per a l'Expedició 16 Lliurament del Kibō Experiment Logistics Module & Special Purpose Dexterous Manipulator Inspecció del Transbordador Espacial des de l'ISS 5 passeigs espacials |
| 41. | 16S          | Soiuz TMA-12 Llançament: 8 d'abril de 2008 Temps acoblat: ~198 dies             | Serguei Vólkov Oleg Kononenko Yi So Yeon | Tripulació del Soiuz TMA-12                                     |             | Lliurament de l'Expedició 17 Yeon va tornar amb l'Expedició 16 en el Soiuz TMA-11 pocs dies després |
| 42. | 1J           | STS-124 Discovery Llançament: 31 de maig de 2008 Temps acoblat: 8 dies 17h      | Mark E. Kelly Kenneth T. Ham Karen L. Nyberg Ronald J. Garan Michael E. Fossum Akihiko Hoshide Gregory E. Chamitoff                              | Tripulació de l'STS-124                                         | STS-124     | Afegiment del Chamitoff per a l'Expedició 17 Lliurament del Kibō Pressurized Module & Remote Manipulator System Inspecció del Transbordador Espacial des de l'ISS 3 passeigs espacials                   |
| 43. | 17S          | Soiuz TMA-13 Llançament: 12 d'octubre 2008 Temps acoblat: ~164 dies             | Iuri Lontxakov Michael Fincke Richard A. Garriott                                                                                                | Tripulació del Soiuz TMA-13                                     |             | Lliurament de l'Expedició 18 Garriott va tornar amb l'Expedició 17 en el Soiuz TMA-12 pocs dies després                                                                                                  |
| 44. | ULF2         | STS-126 Endeavour Llançament: 15 de novembre de 2008 Temps acoblat: 11 dies 16h | Christopher J. Ferguson Eric A. Boe Donald R. Pettit Stephen G. Bowen Heidemarie M. Stefanyshyn-Piper Robert S. Kimbrough Sandra H. Magnus       | Tripulació de l'STS-126                                         | STS-126     | Afegiment de Magnus per a l'Expedició 18 Ús del MPLM Manteniment i reparació del Solar Alpha Rotary Joints (SARJ) Inspecció del Transbordador Espacial des de l'ISS 4 passeigs espacials                 |
| 45. | 15A          | STS-119 Discovery Llançament: 15 de març de 2009 Temps acoblat: 8 dies 22h      | Lee J. Archambault Dominic A. Antonelli Joseph M. Acaba Steven R. Swanson Richard R. Arnold John L. Phillips Koichi Wakata                       | Tripulació de l'STS-119                                         | STS-119     | Afegiment de Wakata per a l'Expedició 18 Lliurament del S6 truss Inspecció del Transbordador Espacial des de l'ISS 3 passeigs espacials                                                                  |
| 46. | 18S          | Soiuz TMA-14 Llançament: 26 de març de 2009 Temps acoblat: ~197 dies            | Guennadi Pàdalka Michael R. Barratt / Charles Simonyi                                                                                            | Tripulació del Soiuz TMA-14                                     |             | Lliurament de l'Expedició 19 Simonyi va tornar amb l'Expedició 18 en el Soiuz TMA-13 pocs dies després                                                                                                   |
| 47. | 19S          | Soiuz TMA-15 Llançament: 27 de maig de 2009 Temps acoblat: ~186 dies            | Roman Romanenko Frank de Winne Robert B. Thirsk                                                                                                  | Tripulació del Soiuz TMA-15                                     |             | Lliurament de l'Expedició 20 |
| 48. | 2J/A         | STS-127 Endeavour Llançament: 15 de juliol de 2009 Temps acoblat: 11 dies 1h    | Mark L. Polansky Douglas G. Hurley Christopher J. Cassidy Thomas H. Marshburn David A. Wolf Julie Payette Timothy L. Kopra                       | Tripulació de l'STS-127                                         | STS-127     | Afegiment de Kopra per a l'Expedició 20 Lliurament del Kibō Exposed Facility & Logistics Module Exposed Section Inspecció del Transbordador Espacial des de l'ISS 5 passeigs espacials                   |
| 49. | 17A          | STS-128 Discovery Llançament: 29 d'agost de 2009 Temps acoblat: 9 dies 19h      | Frederick W. Sturckow Kevin A. Ford Patrick G. Forrester Jose M. Hernández John D. Olivas Christer Fuglesang Nicole P. Stott                     | Tripulació de l'STS-128                                         | STS-128     | Afegiment de Stott per a l'Expedició 20 Ús del MPLM Inspecció del Transbordador Espacial des de l'ISS 3 passeigs espacials                                                                               |
| 50. | 20S          | Soiuz TMA-16 Llançament: 30 de setembre de 2009 Temps acoblat: ~167 dies        | Maksim Suràiev Jeffrey N. Williams Guy Laliberté                                                                                                 | Tripulació del Soiuz TMA-16                                     |             | Lliurament de l'Expedició 21 Laliberté va tornar amb l'Expedició 20 en el Soiuz TMA-14 pocs dies després                                                                                                 |
| 51. | ULF3         | STS-129 Atlantis Llançament: 16 de novembre de 2009 Temps acoblat: 6 dies 17h   | Charles O. Hobaugh Barry E. Wilmore Michael J. Foreman Randolph J. Bresnik Leland D. Melvin Robert L. Satcher                                    | Tripulació de l'STS-129                                         | STS-129     | Lliurament del ELC1 & ELC2 Inspecció del Transbordador Espacial des de l'ISS 3 passeigs espacials |
| 52. | 21S          | Soiuz TMA-17 Llançament: 20 de desembre de 2009 Temps acoblat: ~162 dies        | Oleg Kótov Timothy J. Creamer Soichi Noguchi | Tripulació del Soiuz TMA-17                                     |             | Lliurament de l'Expedició 22 |
| 53. | 20A          | STS-130 Endeavour Llançament: 8 de febrer de 2010 Temps acoblat: 9 dies 19h     | George D. Zamka Terry W. Virts Kathryn P. Hire Stephen K. Robinson Nicholas J. M. Patrick Robert L. Behnken                                      | Tripulació de l'STS-130                                         | STS-130     | Lliurament del Node 3 & Cupola Inspecció del Transbordador Espacial des de l'ISS 3 passeigs espacials |
| 54. | 22S          | Soiuz TMA-18 Llançament: 2 d'abril de 2010 Temps acoblat: ~174 dies             | Aleksandr Skvortsov Mikhaïl Kornienko Tracy E. Caldwell Dyson                                                                                    | Tripulació del Soiuz TMA-18                                     |             | Lliurament de l'Expedició 23 |
| 55. | 19A          | STS-131 Discovery Llançament: 5 d'abril de 2010 Temps acoblat: 10 dies 5h       | Alan G. Poindexter James P. Dutton Richard A. Mastracchio Clayton C. Anderson Dorothy M. Metcalf-Lindenburger Stephanie D. Wilson Naoko Yamazaki | Tripulació de l'STS-131                                         | STS-131     | Ús del MPLM Inspecció del Transbordador Espacial des de l'ISS 3 passeigs espacials |
| 56. | ULF4         | STS-132 Atlantis Llançament: 14 de maig de 2010 Temps acoblat: 7 dies 1h        | Kenneth T. Ham Dominic A. Antonelli Stephen G. Bowen Michael T. Good Piers J. Sellers Garrett E. Reisman                                         | Tripulació de l'STS-132                                         | STS-132     | Lliurament del Mini-Research Module 1 Inspecció del Transbordador Espacial des de l'ISS 3 passeigs espacials                                                                                             |
| 57. | 23S          | Soiuz TMA-19 Llançament: 15 de juny de 2010 Temps acoblat: ~162 dies            | Fiódor Iurtxikhin Douglas H. Wheelock Shannon Walker                                                                                             | Tripulació del Soiuz TMA-19                                     |             | Lliurament de l'Expedició 24 |
| 58. | 24S          | Soiuz TMA-01M Llançament: 7 d'octubre de 2010 Temps acoblat: ~158 dies          | Alexander Kaleri Oleg Skrípotxka Scott J. Kelly                                                                                                  | Tripulació del Soiuz TMA-01M                                    |             | Lliurament de l'Expedició 25 |
| 59. | 25S          | Soiuz TMA-20 Llançament: 15 de desembre de 2010 Temps acoblat: ~158 dies        | Dmitri Kondràtiev Catherine G. Coleman Paolo Nespoli                                                                                             | Tripulació del Soiuz TMA-20                                     |             | Lliurament de l'Expedició 26 |
| 60. | ULF5         | STS-133 Discovery Llançament: 24 de febrer de 2011 Temps acoblat: 8 dies 14h    | Steven W. Lindsey Eric A. Boe Benjamin A. Drew Michael R. Barratt Stephen G. Bowen Nicole P. Stott                                               | Tripulació de l'STS-133                                         | STS-133     | Lliurament del ELC4 Lliurament del PMM Inspecció del Transbordador Espacial des de l'ISS 2 passeigs espacials                                                                                            |
| 61. | 26S          | Soiuz TMA-21 Llançament: 4 d'abril de 2011 Temps acoblat: ~162 dies             | Aleksandr Samokutiàiev Andrei Borissenko Ronald J. Garan                                                                                         | Tripulació del Soiuz TMA-21                                     |             | Lliurament de l'Expedició 27 |
| 62. | ULF6         | STS-134 Endeavour Llançament: 16 de maig de 2011 Temps acoblat: 11 dies 18h     | Mark E. Kelly Gregory H. Johnson Michael Fincke Gregory E. Chamitoff Andrew J. Feustel Roberto Vittori                                           | Tripulació de l'STS-134                                         | STS-134     | Lliurament del Alpha Magnetic Spectrometer Lliurament del ELC3 Inspecció del Transbordador Espacial des de l'ISS 4 passeigs espacials                                                                    |
| 63. | 27S          | Soiuz TMA-02M Llançament: 7 de juny de 2011 Temps acoblat: ~165 dies            | Serguei Vólkov Michael E. Fossum Satoshi Furukawa                                                                                                | Tripulació del Soiuz TMA-02M                                    |             | Lliurament de l'Expedició 28 |
| 64. | ULF7         | STS-135 Atlantis Llançament: 8 de juliol de 2011 Temps acoblat: 8 dies 15h      | Christopher J. Ferguson Douglas G. Hurley Sandra H. Magnus Rex J. Walheim                                                                        | Tripulació de l'STS-135                                         | STS-135     | Ús del MPLM Inspecció del Transbordador Espacial des de l'ISS 1 passeig espacial |
| 65. | 28S          | Soiuz TMA-22 Llançament: 14 de novembre de 2011 Temps acoblat: ~163 dies        | Anton Shkaplerov Anatoli Ivanixin Daniel C. Burbank                                                                                              | Tripulació del Soiuz TMA-22                                     |             | Lliurament de l'Expedició 29 |
| 66. | 29S          | Soiuz TMA-03M Llançament: December 21, 2011 Temps acoblat: ~193 dies            | Oleg Kononenko Donald R. Pettit André Kuipers | Tripulació del Soiuz TMA-03M                                    |             | Lliurament de l'Expedició 30 |
| 67. | 30S          | Soiuz TMA-04M Llançament: 15 de maig de 2012 Temps acoblat: ~123 dies           | Guennadi Pàdalka Serguei Revin Joseph M. Acaba                                                                                                   | Tripulació del Soiuz TMA-04M                                    |             | Lliurament de l'Expedició 31 |
| 68. | 31S          | Soiuz TMA-05M Llançament: 15 de juliol de 2012 Temps acoblat: ~125 dies         | Iuri Malentxenko Sunita L. Williams Akihiko Hoshide                                                                                              | Tripulació del Soiuz TMA-05M                                    |             | Lliurament de l'Expedició 32 |
| 69. | 32S          | Soiuz TMA-06M Llançament: 23 octubre 2012 Temps acoblat: ~142 dies              | Oleg Novitskiy Evgeny Tarelkin Kevin A. Ford |                                                                 |             | Lliurament de l'Expedició 33 |
| 70. | 33S          | Soiuz TMA-07M Llançament: 19 desembre 2012 Temps acoblat: ~145 dies             | Roman Romanenko Thomas H. Marshburn Chris A. Hadfield                                                                                            |                                                                 |             | Lliurament de l'Expedició 34 |
| 71. | 34S          | Soiuz TMA-08M Llançament: 28 març 2013 Temps acoblat: ~166 dies                 | Pàvel Vinogràdov Aleksandr Misurkin Christopher J. Cassidy                                                                                       |                                                                 |             | Lliurament de l'Expedició 35 |
| 72. | 35S          | Soiuz TMA-09M Llançament: 28 maig 2013 Temps acoblat: ~166 dies                 | Fiódor Iurtxikhin Karen L. Nyberg Luca Parmitano                                                                                                 |                                                                 |             | Lliurament de l'Expedició 36 |
| 73. | 36S          | Soiuz TMA-10M Llançament: 25 setembre 2013 Temps acoblat: ~166 dies             | Oleg Kótov Serguei Riazanski Michael S. Hopkins                                                                                                  |                                                                 |             | Lliurament de l'Expedició 37 |
| 74. | 37S          | Soiuz TMA-11M Llançament: 7 novembre 2013 Temps acoblat: ~187 dies              | Mikhaïl Tiurin Richard A. Mastracchio Koichi Wakata                                                                                              |                                                                 |             | Lliurament de l'Expedició 38 |
| 75. | 38S          | Soiuz TMA-12M Llançament: 25 març 2014 Temps acoblat: ~167 dies                 | Aleksandr Skvortsov Oleg Artemyev Steven R. Swanson                                                                                              |                                                                 |             | Lliurament de l'Expedició 39 |
| 76. | 39S          | Soiuz TMA-13M Llançament: 28 maig 2014 Temps acoblat: ~165 dies                 | Maksim Suràiev Gregory R. Wiseman Alexander Gerst                                                                                                |                                                                 |             | Lliurament de l'Expedició 40 |
| 77. | 40S          | Soiuz TMA-14M Llançament: 25 setembre 2014 Temps acoblat: ~166 dies             | Aleksandr Samokutiàiev Ielena Serova Barry E. Wilmore                                                                                            |                                                                 |             | Lliurament de l'Expedició 41 |
| 78. | 41S          | Soiuz TMA-15M Llançament: 23 novembre 2014 Temps acoblat: ~199 dies             | Anton Shkaplerov Samantha Cristoforetti Terry W. Virts                                                                                           |                                                                 |             | Lliurament de l'Expedició 42 |
| 79. | 42S          | Soiuz TMA-16M Llançament: 27 març 2015 Temps acoblat: ~168 dies                 | Guennadi Pàdalka Mikhaïl Kornienko Scott J. Kelly                                                                                                |                                                                 |             | Lliurament de l'Expedició 43. Kornienko i Kelly tornaran en el Soiuz TMA-18M després d'una missió d'un any a l'EEI.                                                                                      |
| 80. | 43S          | Soiuz TMA-17M Llançament: 22 juliol 2015 Temps acoblat: ~141 dies               | Oleg Kononenko Kimiya Yui Kjell N. Lindgren |                                                                 |             | Lliurament de l'Expedició 44 |
| 81. | 44S          | Soiuz TMA-18M Llançament: 2 set 2015 Temps acoblat: ~180 dies                   | Sergey Volkov Andreas Mogensen Aidyn Aimbetov |                                                                 |             | Lliurament de l'Expedició 45 Mogensen i Aimbetov van tornar amb l'Expedició 44 a bord del Soiuz TMA-16M dies després                                                                                     |
| 82. | 45S          | Soiuz TMA-19M Llançament: 15 des 2015 Temps acoblat: ~185 dies                  | Yuri Malenchenko Timothy Peake Timothy L. Kopra                                                                                                  |                                                                 |             | Lliurament de l'Expedició 46 |
| 83. | 46S          | Soiuz TMA-20M Llançament: 18 mar 2016 Temps acoblat: ~171 dies                  | Aleksei Ovtxinin Oleg Skripochka Jeffrey N. Williams                                                                                             |                                                                 |             | Lliurament de l'Expedició 47 Vol final del TMA-M |
| 84. | 47S          | Soiuz MS-01 Llançament: 7 jul 2016 Temps acoblat: ~113 dies                     | Anatoli Ivanishin Takuya Onishi Kathleen Rubins                                                                                                  |                                                                 |             | Lliurament de l'Expedició 48 Primer vol del Soiuz MS |
| 85. | 48S          | Soiuz MS-02 Llançament: 19 oct 2016 Temps acoblat: ~171 dies                    | Sergey N. Ryzhikov Andrei Borisenko Robert S. Kimbrough                                                                                          |                                                                 |             | Lliurament de l'Expedició 49 |
| 86. | 49S          | Soiuz MS-03 Llançament: 17 nov 2016 Temps acoblat: 194 dies                     | Oleg Novitskiy Thomas Pesquet Peggy Whitson |                                                                 |             | Lliurament de l'Expedició 50 |
| 87. | 50S          | Soiuz MS-04 Llançament: 20 abr 2017 Temps acoblat: ~135 dies                    | Fyodor Yurchikhin Jack D. Fischer |                                                                 |             | Lliurament de l'Expedició 51 |
| 88. | 51S          | Soiuz MS-05 Llançament: 28 jul 2017 Temps acoblat: ~139 dies                    | Sergey Ryazansky Randy Bresnik Paolo Nespoli |                                                                 |             | Lliurament de l'Expedició 52 |
| 89. | 52S          | Soiuz MS-06 Llançament: 12 sep 2017 Temps acoblat: ~168 dies                    | Alexander Misurkin Mark Vande Hei Joseph Acaba                                                                                                   |                                                                 |             | Lliurament de l'Expedició 53 |
| 90. | 53S          | Soiuz MS-07 Llançament: 17 des 2017 Temps acoblat: ~166 dies                    | Anton Shkaplerov Norishige Kanai Scott D. Tingle                                                                                                 |                                                                 |             | Lliurament de l'Expedició 54 |
| 91. | 54S          | Soiuz MS-08 Llançament: 21 mar 2018 Temps acoblat: ~194 dies                    | Oleg Artemyev Andrew J. Feustel Richard R. Arnold                                                                                                |                                                                 |             | Lliurament de l'Expedició 55 |
| 92. | 55S          | Soiuz MS-09 Llançament: 6 jun 2018 Temps acoblat: ~194 dies                     | Sergey Prokopyev Serena M. Auñón-Chancellor Alexander Gerst                                                                                      |                                                                 |             | Lliurament de l'Expedició 56 |
| 94. | 57S          | Soiuz MS-11 Llançament: 3 des 2018 Temps acoblat: ~203 dies                     | Oleg Kononenko Anne McClain David Saint-Jacques                                                                                                  |                                                                 |             | Lliurament de l'Expedició 57 |
| 95. | 58S          | Soiuz MS-12 Llançament: 14 mar 2019 Temps acoblat: ~202 dies                    | Aleksey Ovchinin Christina Koch Nick Hague |                                                                 |             | Lliurament de l'Expedició 59. Koch tornarà a bord del Soiuz MS-13 després d’una missió de nou mesos. |
| 96. | 59S          | Soiuz MS-13 Llançament: 20 jul 2019 Temps acoblat: ~201 dies                    | Aleksandr Skvortsov Luca Parmitano Andrew Morgan                                                                                                 | Soyuz MS-11 backup crew in front of the Soyuz spacecraft mockup |             | Lliurament de l'Expedició 60, Morgan tornarà a bord de la Soiuz MS-15 després d'una missió de nou mesos, Koch va ocupar el seu lloc al viatge de tornada.                                                |
| 97. | 61S          | Soiuz MS-15 Llançament: 25 sep 2019 Temps acoblat: ~204 dies                    | - Oleg Skripochka - Jessica Meir - Hazza Al Mansouri                                                                                             |                                                                 |             | Lliurament de l'Expedició 61; Al Mansouri tornarà a la Terra amb la càpsula Soiuz MS-12. Morgan ocuparà el seient d'Al Mansouri al vol de tornada de l'MS-15 després d'una missió de nou mesos.          |
| 98. | 62S          | Soiuz MS-16 Llançament: 9 abr 2020 Temps acoblat: ~195 dies                     | - Anatoli Ivanishin - Ivan Vagner - Christopher Cassidy                                                                                          |                                                                 |             | Retorn de tres membres de l'Expedició 62 |
| 99. | TBA          | SpaceX Demo-2 Llançament: 30 mai 2020 Temps acoblat: ~64 dies                   | - Douglas G. Hurley - Robert L. Behnken |                                                                 |             | Vol de prova amb tripulació de la nau SpaceX Dragon 2. |
| 100. | 63S          | Soiuz MS-17 Llançament: 14 oct 2020 Temps acoblat: ~185 dies                    | - Sergey Ryzhikov - Sergey Kud-Sverchkov - Kathleen Rubins                                                                                       |                                                                 |             | Lliurament de 3 membres de l'Expedició 63. |
| 101. | TBA          | SpaceX Crew-1 Llançament: 16 nov 2020 Temps acoblat: ~165 dies                  | - Michael S. Hopkins - Victor J. Glover - Soichi Noguchi - Shannon Walker                                                                        |                                                                 |             | Lliurament de 4 astronautes a l'EEI per una missió de sis mesos, membres de l'Expedició 64; Primera missió operativa de Crew Dragon.                                                                     |
| 102. | 64S          | Soiuz MS-18 Llançament: 9 abr 2021                                              | - Oleg Novitsky - Pyotr Dubrov - Sergey Korsakov                                                                                                 |                                                                 |             | Lliurament de 3 membre de l'Expedició 65. |
| 103. | TBA          | SpaceX Crew-2 Llançament: 23 abr 2021                                           | - Shane Kimbrough - Megan McArthur - Akihiko Hoshide - Thomas Pesquet                                                                            |                                                                 |             | Lliurament de 4 astronautes a l'EEI per una missió de sis mesos; segon vol operatiu de la Crew Dragon.                                                                                                   |

## Actual
|      | Vol de l'EEI | Missió                                 | Tripulació                                                       | Fotografia de la tripulació | Emblema | Notes |
| ---- | ------------ | -------------------------------------- | ---------------------------------------------------------------- | --------------------------- | ------- | --- |
| 104. | 65S          | Soiuz MS-19 Llançament: 5 oct 2021     | - Anton Shkaplerov - Klim Xipenko - Iúlia Peressild              |                             |         | Lliura 1 cosmonauta rus, que també forma part de la tripulació de les expedicions 65 i 66 i 2 participants en una pel·lícula, The Challenge. |
| 105. | TBA          | SpaceX Crew-3 Llançament:: 11 nov 2021 | - Raja Chari - Thomas Marshburn - Matthias Maurer - Kayla Barron |                             |         | Transporta 4 astronautes a l'EEi, membres de l'Expedició 66 per una estada de 6 mesos. És el quart vol operatiu de la nau Crew Dragon.       |

## Futur
| Vol de l'EEI | Missió                                       | Tripulació                                                          | Fotografia de la tripulació | Emblema | Notes |
| ------------ | -------------------------------------------- | ------------------------------------------------------------------- | --------------------------- | ------- | --- |
| TBA          | Boeing Crew Flight Test Llançament: set 2021 | - Barry Wilmore - Michael Fincke - Nicole Aunapu Mann               |                             |         | Vol tripulat de prova per la nau Boeing Starliner.                                                               |
| TBA          | Soiuz MS-20 Llançament: 8 des 2021           | - Aleksandr Misurkin - Johanna Maislinger                           |                             |         | Portarà un cosmonauta rus i dos turistes espacials.                                                              |
| TBA          | Boeing Starliner-1 Llançament: NET des 2021  | - Josh A. Cassada - Sunita Williams - Jeanette Epps - Koichi Wakata |                             |         | Portarà 4 membres de una futura Expedició; primera missió operativa de la càpsula CST-100 Starliner.             |
| TBA          | AX-1 Llançament: gen 2022                    | - Michael López-Alegría - Larry Connor - Mark Pathy - Eytan Stibbe  |                             |         | Portarà 1 astronauta i 3 turistes espacials a l'EEI per un vol de 19 dies; quart vol operatiu de la Crew Dragon. |